# 観客動員数 (映画)
観客動員数（かんきゃくどういんすう）は、劇場や映画館で上映されている映画を鑑賞するために訪れた入場者数のこと。基本は延べ人数で算出される。

## 世界歴代観客動員数
以下の項目では全世界で上映された観客動員数のランキングを掲載している。
- 世界歴代興行収入上位の映画一覧

## 日本国内映画興行成績
以下の項目では日本で上映された邦画・洋画を合わせた観客動員数のランキングを掲載している。
- 日本歴代観客動員数上位の映画一覧